# Сражение при Вероне (1805)
Сражение при Вероне (фр. Bataille de Vérone) — сражение 18 октября 1805 года во время войны Третьей коалиции между французской Итальянской армией под командованием Андре Массена и австрийской армией во главе с эрцгерцогом Карлом, герцогом Тешенским. К исходу дня Массена захватил плацдарм на восточном берегу реки Адидже, отбросив оборонявшиеся войска противника под командованием Иосифа Филиппа Вукасовича.
Осенью 1805 года император Франции Наполеон I планировал, что его могущественная Великая армия нападет и сокрушит армию Австрийской империи на юге Германии. Французский император надеялся выиграть войну в долине Дуная. Чтобы помочь в достижении этой цели, Наполеон хотел, чтобы Массена удерживал большую армию эрцгерцога Карла в Италии как можно дольше.
Чтобы Массена мог сразиться со своим противником, необходимо было установить плацдарм на восточном берегу Адидже. Непосредственно к востоку от Вероны находился пригород Веронетта, сильно укрепленный австрийцами. Кроме того, мосты между Вероной и Веронеттой были хорошо прикрыты австрийской артиллерией. Поэтому Массена обратил свой взор на западную сторону Вероны, в пригород Сан-Джорджо, куда можно было попасть по каменному мосту, известному как мост Кастельвеккьо (Ponte di Castelvecchio). Вукасович отвечал за оборону района. Командир австрийской дивизии построил стену через центр моста и укрепил Сан-Джорджо. Однако на её оборону Вукасович выделил всего два батальона. Он разместил шесть батальонов на холмах к северо-востоку от Вероны, в то время как остальная часть его дивизии располагалась дальше на север, поддерживая связь с корпусом Гиллера.
Массена решил лично командовать штурмом моста. Выделив 24 роты вольтижёров (легкая пехота) из батальонов, командующий французской армией сформировал из них штурмовую колонну. Вольтижёров поддерживали саперный батальон и рота легкой артиллерии, а также дивизия Гарданна.
Рано утром 18 октября Массена бесшумно повел свою штурмовую колонну на мост Кастельвеккьо. Саперы установили заряды, которые разрушили стену, и французская колонна рванулась вперед. Быстро захватив австрийские аванпосты, вольтижёры атаковали Сан-Джорджо. Бригада Компера поддержала атаку, а Вукасович усилил защитников двумя батальонами. Где-то после 10:00 Сан-Джорджо пал. Командир австрийской дивизии бросил в контратаку на бригаду Компера своих гусар. Французы построились в каре и при поддержке артиллерийского огня из-за реки отбросили австрийскую кавалерию.
Около полудня Вердье предпринял отвлекающую атаку. Легко проникнув через пикеты генерал-майора Йозефа Радецкого, он переправился через Адидже в Альбаредо-д’Адидже с двумя батальонами легкой пехоты. Полагая, что бои в Вероне были диверсией, а переправа в Альбаредо была настоящей атакой, эрцгерцог Карл двинул против Вердье три колонны. К тому времени, когда они прибыли в Альбаредо, французы благополучно отошла на свою сторону Адидже.
Массена также приказал Сера устроить диверсию на севере. Оставив часть своей дивизии в Риволи, Сера провел демонстративную атаку перед Пескантиной, в 11 км к западу от Вероны. Это действие задержало там половину дивизии Вукасовича, которая осталась наблюдать за Сера и не вступила в бой у Вероны.
Во второй половине дня часть войск дивизии Дюэма и 23-й егерский полк после ожесточенных боев к 17:00 захватили Сан-Леонардо, что позволило войскам Массены занять высоты и продвинуться на восток. В это время Беллегард появился с двумя дивизиями к северо-востоку от Вероны и немного отбросил французов. Наступившая ночь и усталость положили конец сражению. Австрийцы понесли в бою значительно больше потерь, чем французы. Это сражение подготовило почву для последующей битвы с 29 по 31 октября при Кальдьеро.